# Melchior Kern
Melchior „Melch“ Kern (* 9. März 1872 in Mainz; † 18. Januar 1947 in München) war ein deutscher Maler und Malpädagoge.

## Wirken
Kern studierte an der Städelschule in Frankfurt am Main, an der Werkkunstschule Darmstadt und immatrikulierte sich im Anschluss am 19. Oktober 1891 an der Münchener Kunstakademie, wo Gabriel von Hackl und Ludwig von Löfftz seine Lehrer waren.
Er war einer der Maler, die Anfang des 20. Jahrhunderts zu der von Charles Johann Palmié begründeten Künstlerkolonie in Kallmünz gehörten. In Fürstenfeldbruck bei München gründete und leitete er eine Freilichtschule, die 1911 der Maler Albert Reich übernahm. Zu seinen Schülern gehörten beispielsweise Leo Fellinger, Sophie Hauser, Josef Müller und der Landschafts- und Architekturmaler Friedrich Georg Trost (d. J.). Er war Mitglied der Münchener Künstlergruppe „Der Bund“.
Kerns Motive stellen allgemein Szenen des Land- und Dorflebens, Landschaften, Porträts, Tiere sowie Stillleben dar. Bilder von ihm waren unter anderem im Münchener Glaspalast, bei der Düsseldorf–Münchener Kunstausstellung 1932 im Kunstpalast Düsseldorf und bei der Großen Berliner Kunstausstellung zu sehen.